# Андзит
Андзит (арм. Անձիտ) — гавар провинции Цопк Великой Армении. На сегодняшний день территория исторического гавара Андзита находится в границах Турции.

## География
Андзит находится на юго-западе провинции Цопк. На западе Андзит граничит с Малой Арменией, на северо-западе − с гаварами Гаврек провинции Цопк, на северо-востоке − с гаваром Цопк Шауни провинции Цопк, на востоке − с гаваром Балаовит провинции Цопк, на юго-востоке − с гаваром Ангехтун провинции Ахдзник.
На востоке Андзита находится озеро Цовк.
В Андзите находятся такие крепости, как Тмнис, Ехеги, Цовк, Тил-Андзит, Хореберд.
Крупнейшими городами Андзита являются Изола, Багинк, Датем, Кармри, Тил-Ехег.
На северо-востоке находится гора Мастара.